# Thondi
Thondi è una suddivisione dell'India, classificata come town panchayat, di 15.298 abitanti, situata nel distretto di Ramanathapuram, nello stato federato del Tamil Nadu. In base al numero di abitanti la città rientra nella classe IV (da 10.000 a 19.999 persone).

## Geografia fisica
La città è situata a 09° 46' 35 N e 79° 00' 28 E.

## Società

### Evoluzione demografica
Al censimento del 2001 la popolazione di Thondi assommava a 15.298 persone, delle quali 7.452 maschi e 7.846 femmine. I bambini di età inferiore o uguale ai sei anni assommavano a 2.285, dei quali 1.133 maschi e 1.152 femmine. Infine, coloro che erano in grado di saper almeno leggere e scrivere erano 10.544, dei quali 5.638 maschi e 4.906 femmine.